# Sinfra (departamento)
Sinfra es un departamento de la región de Marahoué, Costa de Marfil. En mayo de 2014 tenía una población censada de 238 015 habitantes.
Se encuentra ubicado en el centro del país, junto a la orilla occidental de la presa de Kossou y del río Bandama.

## Administración
La ley de 1978 instituye 27 comunas de pleno ejercicio sobre el territorio departamental. 

### Partidos políticos
| Dato de elecciones | Identidad       | Partido  | Calidad         | Estatus |
| ------------------ | --------------- | -------- | --------------- | ------- |
| 1980               |                 | PDCI-RDA | Homme politique | +       |
| 1985               |                 | PDCI-RDA | Homme politique | +       |
| 1990               |                 | PDCI-RDA | Homme politique | +       |
| 1995               |                 | PDCI-RDA | Homme politique | +       |
| 2001               | Houga-Bi Goorey |          | Homme politique | +       |

## Sociedad

### Demografía
Se prevé organizar un nuevo censo poblacional en 2008.
| 1920                                                              | 1946 | 1970 | 1978   | 1998 | Estimado 2007 |
| ----------------------------------------------------------------- | ---- | ---- | ------ | ---- | ------------- |
|                                                                   |      |      | 33 971 |      | 63 366        |
| Número retenido a partir de 1920 : Población sin doble asignación |      |      |        |      |               |

## Ciudades y villas vecinas
- Yamusukro al este
- Daloa y Issia al oeste
- Bouaflé al norte
- Gagnoa al sud